# L'Éducation (La Fontaine)
Pour les articles homonymes, voir Éducation (homonymie).
L'Éducation est la vingt-quatrième fable du livre VIII de Jean de La Fontaine situé dans le second recueil des Fables de La Fontaine, édité pour la première fois en 1678.

## Texte de la fable

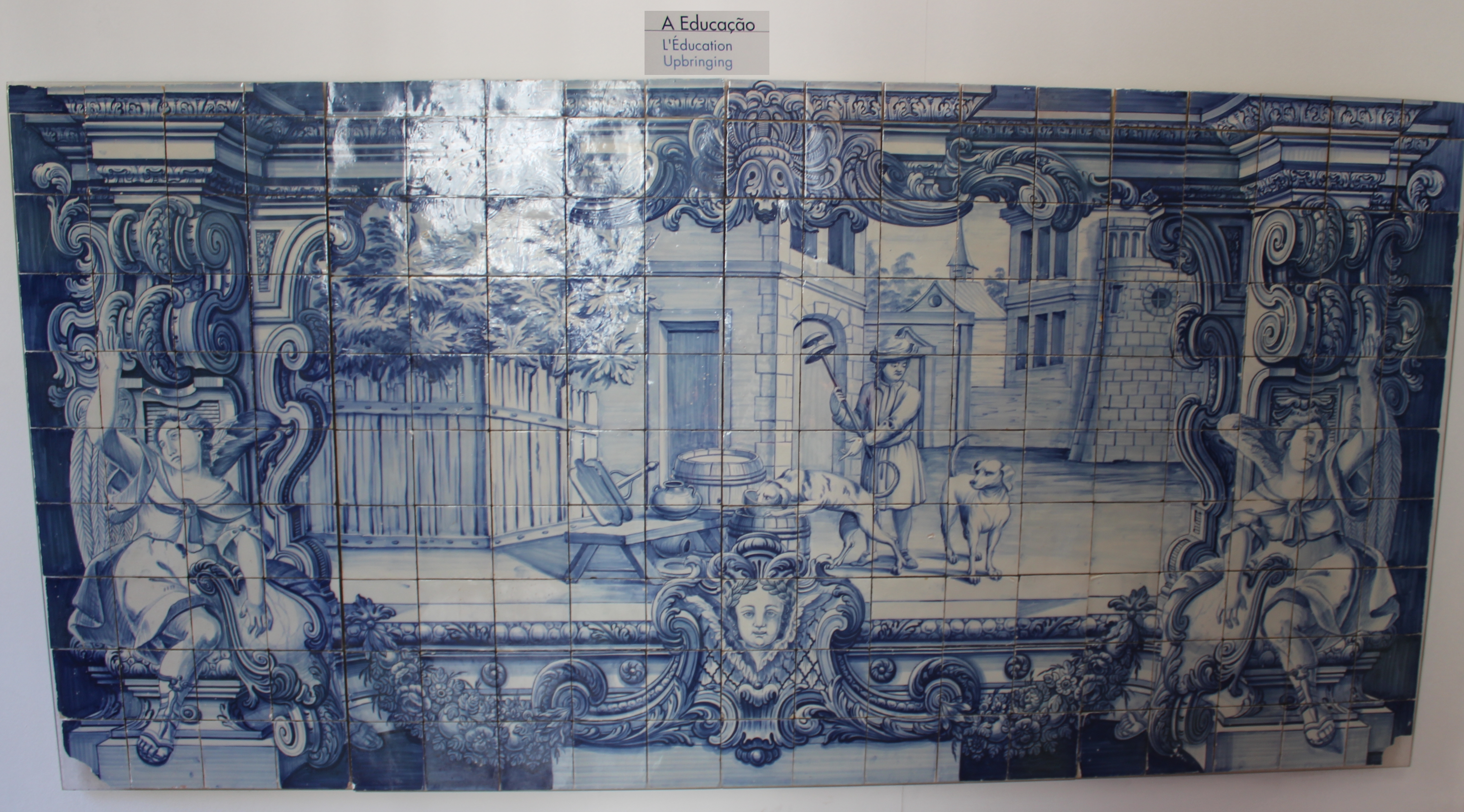
L'Education - Azulejos - Monastère de Saint-Vincent de Fora (Lisbonne).

Laridon et César, frères dont l’origine

Venait de chiens fameux, beaux, bienfaits et hardis,

À deux maîtres divers échus au temps jadis,

Hantaient, l’un les forêts, et l’autre la cuisine.

Ils avoient eu d’abord chacun un autre nom :

Mais la diverse nourriture

Fortifiant en l’un cette heureuse nature,

En l’autre l’altérant, un certain marmiton

Nomma celui-ci Laridon :

Son frère ayant couru mainte haute aventure,

Mis maint Cerf aux abois, maint Sanglier abattu,

Fut le premier César que la gent chienne ait eu.

On eut soin d’empêcher qu’une indigne maîtresse

Ne fît en ses enfants dégénérer sonsang :

Laridon négligé témoignait sa tendresse

À l’objet le premier passant.

Il peupla tout de son engeance :

Tournebroches par lui rendus communs en France

Y font un corps à part, gens fuyants les hasards,

Peuple antipode des Césars.

On ne suit pas toujours ses aïeux ni son père :

Le peu de soin, le temps, tout fait qu’on dégénère :

Faute de cultiver la nature et ses dons,

Ô combien de Césars deviendront Laridons !
— Jean de La Fontaine, Fables de La Fontaine, L'Éducation, texte établi par Jean-Pierre Collinet, Fables, contes et nouvelles, Gallimard, « Bibliothèque de la Pléiade », 1991, p. 335